# Haus des Lehrers
Das Haus des Lehrers (kurz: HdL) ist ein Baudenkmal am Alexanderplatz im Berliner Ortsteil Mitte. Es wurde 1961–1964 vom Kollektiv Hermann Henselmann im Stil der sozialistischen Moderne errichtet. Die Besonderheit des Gebäudes ist der Fries Unser Leben von Walter Womacka. Zum Bauensemble gehört auch die Kongresshalle.

## Vorgeschichte

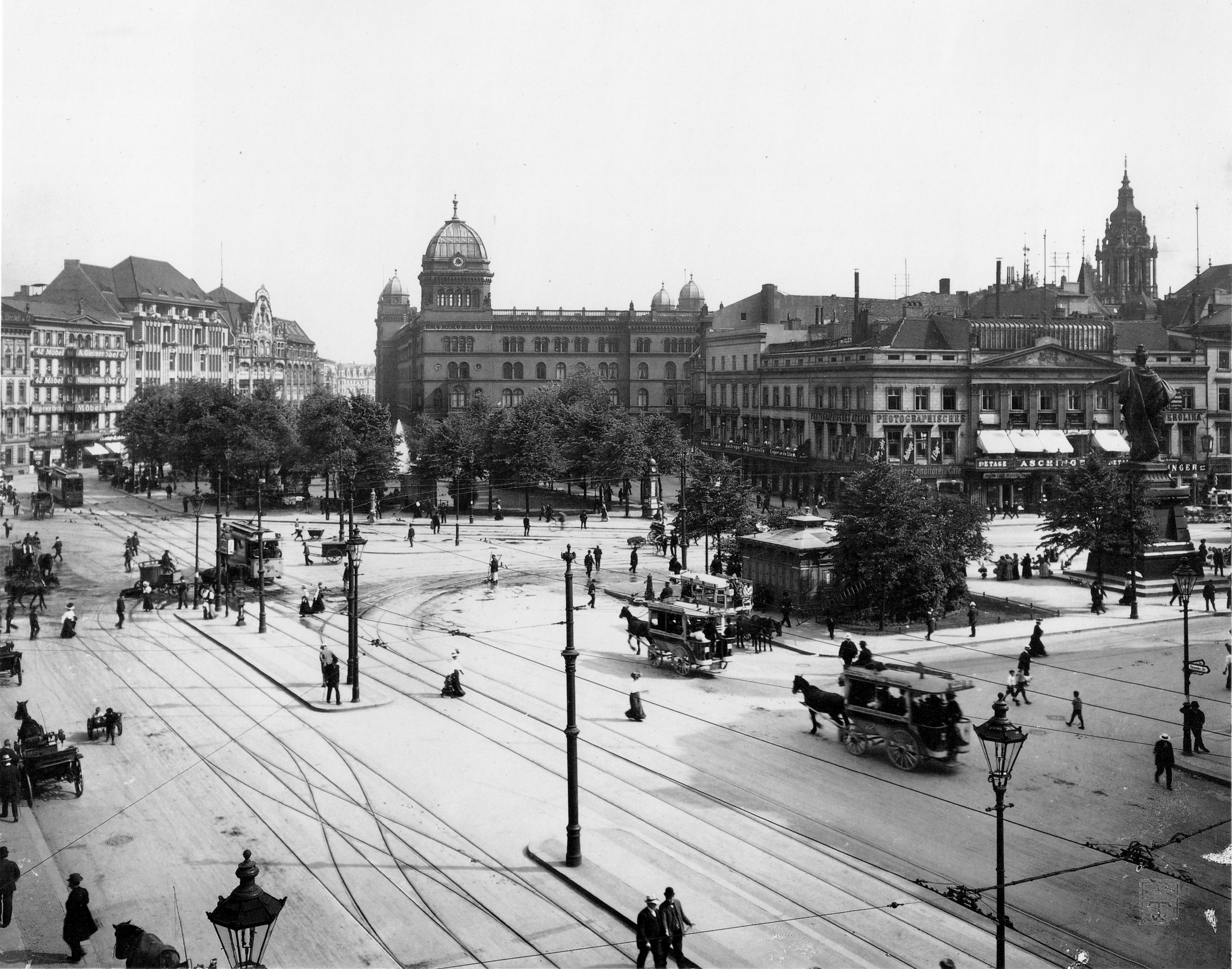
Alexanderplatz um 1908 (v. l. n. r.: Lehrervereinshaus, Polizeipräsidium, Aschinger)

Im Oktober 1908 wurde in der Alexanderstraße 41 neben dem Bunten Brettl das Lehrervereinshaus eingeweiht, das von Hans Toebelmann und Henry Groß entworfen worden war. Bauherr war der Berliner Lehrerverein, dem das Geschäftshaus mit Konditorei und Restaurant im Erdgeschoss als Mieteinnahmequelle für seinen Verein diente. Im hinteren Bereich des Grundstücks bis zur Kurzen Straße hatte der Verein sein Verwaltungsgebäude und einen Hoteltrakt für Vereinsmitglieder sowie ein Saalgebäude für Veranstaltungen. Unter anderem fanden hier am 2. Februar 1919 die Trauerfeier für Karl Liebknecht und Rosa Luxemburg sowie am 4. Dezember 1920 der Vereinigungsparteitag von KPD und USPD statt. Die umfangreiche pädagogische Bibliothek des Lehrervereins hat als Deutsche Lehrerbücherei die beiden Weltkriege überstanden und ist in die Bibliothek für Bildungsgeschichtliche Forschung eingegliedert.

## Haus des Lehrers

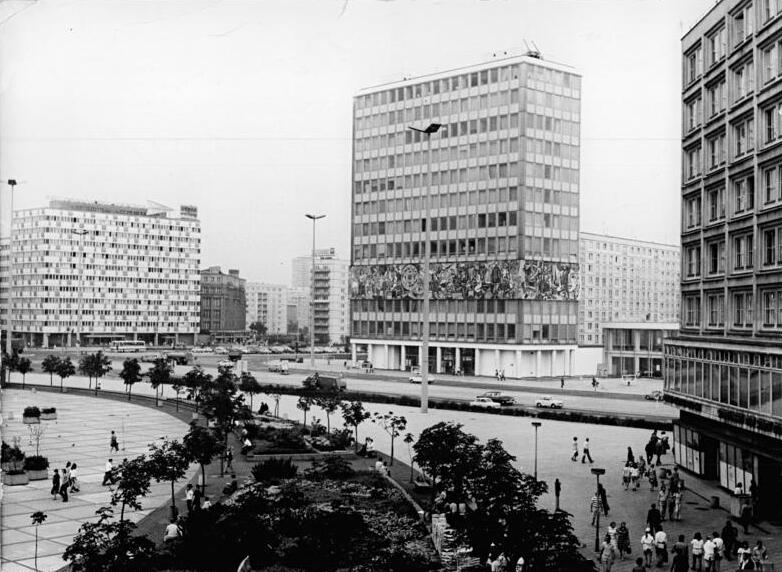
Ansicht vom Alexanderplatz, 1974

Nach der Zerstörung des Vorgängerbaus im Zweiten Weltkrieg wurde 1961–1964 etwas weiter nordöstlich das Haus des Lehrers errichtet. Es war das erste Hochhaus am Alexanderplatz. Die Grundsteinlegung für das Gebäude des Architektenkollektivs Hermann Henselmann, Bernhard Geyer (* 1929) und Jörg Streitparth (* 1931) erfolgte am 12. Dezember 1961, eröffnet wurde es am 9. September 1964. Das 54 Meter hohe Haus des Lehrers ist ein zwölfgeschossiges Hochhaus in Kastenform auf 44 m × 15 m Grundfläche, eine typische Lösung für die Architektur der sozialistischen Moderne im Sinne des internationalen Stils. Errichtet wurde es in Stahlskelettbauweise mit einer Glas-Aluminium-Vorhangfassade.
Das Haus des Lehrers wurde als Begegnungsstätte für Pädagogen konzipiert, unter anderem traf sich hier der Klub Berliner Pädagogen. Im dritten und vierten Obergeschoss – hinter dem umlaufenden Fries – befand sich die aus der Deutschen Lehrerbücherei hervorgegangene Pädagogische Zentralbibliothek, eine der bedeutendsten pädagogischen Bibliotheken Europas mit 650.000 Schriften. Im fünften Obergeschoss befand sich der dazugehörige Lesesaal. Die Bibliothek ist nach dem Ende der DDR in die Bibliothek für Bildungsgeschichtliche Forschung umgewandelt worden. Im ersten und zweiten Obergeschoss befanden sich ein Café und ein Restaurant. Weitere öffentliche Bereiche waren ein Buchladen, Veranstaltungsräume und eine Kleinkunstbühne mit Bar. Zeitgleich mit der Eröffnung des neuen Hauses des Lehrers wurde auch die angrenzende Kongresshalle mit ihrer runden Kuppel fertiggestellt, ein zweigeschossiger Bau mit einer quadratischen Grundfläche von 2500 Quadratmetern.
Die Besonderheit des Gebäudes ist ein umlaufender Fries aus 800.000 Mosaiksteinen im Bereich der dritten und vierten Etage, im Volksmund „Bauchbinde“ genannt. Dieser von Walter Womacka in Anlehnung an den Muralismo entworfene Fries mit dem Namen Unser Leben zeigt Darstellungen aus dem gesellschaftlichen Leben in der DDR. Mit sieben Metern Höhe und 127 Metern Länge zählt es flächenmäßig zu den größten Einzelwerken aus dem Bereich der Bildenden Kunst Europas. Der gesamte Gebäudekomplex steht seit den 1990er Jahren unter Denkmalschutz.

## Nachgeschichte
Nach der politischen Wende ging das Gebäude im September 1991 in das Eigentum des Landes Berlin über, das dort Teile der Senatsschulverwaltung unterbrachte. Ab 1994 wurde das Gebäude für unterschiedliche Zwecke vermietet und schließlich Ende 2001 für 8,18 Millionen Euro an die Wohnungsbaugesellschaft Berlin-Mitte (WBM) verkauft. Zwischen 2002 und 2004 wurde der Komplex mit der angrenzenden Kongresshalle für 49 Millionen Euro komplett restauriert, modernisiert und zum Teil umgebaut. Durch Verkleinerung der Treppenhäuser konnte die Nutzfläche verdoppelt werden. Auf dem Dach wurde ein Glaspavillon errichtet, der zu den Büros der zwölften Etage gehört. In der Zeit von September 2001 bis Februar 2002, Dezember 2003 bis Januar 2004, im Oktober 2004 und nochmals im Oktober 2005 wurde das Gebäude für die interaktive Lichtinstallation Blinkenlights sowie von 2003 bis 2011 für den jährlichen Chaos Communication Congress des Chaos Computer Clubs genutzt. Das Gebäude ist seit 2008 unter anderem Konzernzentrale des größten überregionalen deutschen Kita-Trägers, der Fröbel-Gruppe. Die Kongresshalle wird seit September 2003 unter den Namen Berlin Congress Center (bcc) vermarktet.